# Онишкани (Бакау)
Онишкани (рум. Onișcani) насеље је у Румунији у округу Бакау у општини Филипешти. Oпштина се налази на надморској висини од 173 m.

## Становништво
Према подацима из 2002. године у насељу је живело 502 становника, од којих су сви румунске националности.